# キー・レオ

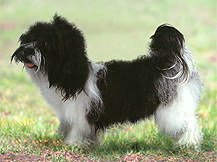
キー・レオ

キー・レオ（英：Kyi Leo）とは、アメリカのカリフォルニア州で作出された愛玩用の犬種である。カイ・レオとも。ペットとしての需要が高いが、大人しい性格のためセラピー・ドッグにも使用されている。
名前の「キー」はチベット語で犬、「レオ」はラテン語でライオンを意味する言葉であり、違った言語を使用することにより名実ともに多国籍文化の融合を表現している。

## 歴史
1949年にアメリカの多国籍文化の融合を象徴する犬種を作りたいと願ったブリーダーがブラック・アンド・ホワイトのラサ・アプソと純白のマルチーズをかけ合わせたものを元に作出した。愛玩犬としてはぴったりの性格で、マルチーズよりも細くしなやかなコートを持ち合わせていたために人気となり、この犬種独自のショーも開催されていて、そこはキー・レオの飼い主たちの交流の場にもなっている。
交雑犬種の中でも比較的古いほうの犬種であり、やはりはじめのうちはこの犬種の元となったラサ・アプソとマルチーズの両ブリーダーから批判されていたが、時がたつにつれ犬種の質が安定し、少しずつだが彼らにも犬種として認められつつある。

## ラマリーズとの対立
キー・レオには同じくラサ・アプソとマルチーズの交配を元に作出されたラマリーズ（英：Lamalese）というライバル犬種が存在する。キー・レオとラマリーズははじめこそいくらか共有の歴史を持つが、すぐにお互いが独立した犬種としてそれぞれ発展した。現在は時折同一視される事もあるが、それぞれのステータスが異なっているため別の犬種として扱う事ができる。
なお、ラチーズ（英：Latese）という犬が存在するが、これは純血種や二種類の純血種を交配した犬ではなく、ラサ・アプソとマルチーズを雑交させた雑種犬のことである。アメリカン・ケイナイン・ハイブリッド・クラブではこの雑交犬と純血犬の交配から生まれた種の区別をしていないため、ブリーダーから厳しい批判がなされている。

## 特徴
豊かでまっすぐなブラック&ホワイトのシャギーコート（むく毛）を持っている。マズルはチワワほどの中くらいの長さで、目は黒々とした円らな瞳をしている。垂れ耳、背中に背負った巻き尾も豊かな飾り毛がある。
性格は愛想がよく、飼い主家族と遊ぶことが大好きである。ただし、ストレスをためやすい面もある。長毛のためカットやクリップを施される事がある。毛は長く伸ばすとマルチーズにシルエットが似るが、カットの仕方はさまざまである。アメリカでキー・レオのカットとして最も多いのはシーズーのようなカットである。このほかにもライオン・カットやテディベア・カットなどを施される場合がある。

## 参考
- 『デズモンド・モリスの犬種事典』（誠文堂新光社）デズモンド・モリス著書、福山英也、大木卓訳 誠文堂新光社、2007年 - 444ページ